# میا باک پدرسن
میا باک پدرسن (انگلیسی: Mia Bak Pedersen؛ زادهٔ ۸ اکتبر ۱۹۸۰) بازیکن فوتبال اهل دانمارک است.
از باشگاه‌هایی که در آن بازی کرده‌است می‌توان به باشگاه فوتبال وایله بلدکلوب اشاره کرد.
وی همچنین در تیم ملی فوتبال زنان دانمارک بازی کرده‌است.